# Erysiphe limonii
Espèce
Erysiphe limonii  est une espèce de champignons de la famille des Erysiphaceae.

## Description
Erysiphe limonii a un mycélium amphigène, dense, blanc, persistant. L'appressorium est lobé ou multilobé, solitaire ou appariée. Les conidies sont solitaires, sans corps de fibrosine, elliptiques. Les cléistothèces sont grégaires, ont de 3 à 8 asques, contenant 3 à 6 spores. Les appendices sont en nombre variable, sous-équatoriaux, plus courts que le diamètre ; elles sont mycélioïdes, le plus souvent simples, cloisonnées, hyalines ou brunes.

## Répartition
Erysiphe limonii est présent couramment dans une vaste zone de l'Asie et de l'Europe.

## Plantes hôtes
Erysiphe limonii est un champignon phytopathogène parasitant plusieurs espèces de plantes : Acantholimon avenaceum (sv), Goniolimon speciosum (en), Goniolimon tataricum, Limonium bellidifolium, Limonium bungei (sv), Limonium gmelinii, Limonium gummiferum, Limonium meyeri, Limonium narbonense, Limonium pectinatum, Limonium platyphyllum (en), Limonium ramosissimum (en), Limonium sareptanum (sv), Limonium sinuatum, Limonium tomentellum (de), Limonium virgatum, Limonium vulgare.